# Kivijärvi (sjö i Joensuu, Norra Karelen)
Kivijärvi är en sjö i kommunen Joensuu i landskapet Norra Karelen i Finland. Sjön ligger 110,3 meter över havet. Den är 10,52 meter djup. Arean är 84 hektar och strandlinjen är 11,07 kilometer lång. Sjön  ingår i Jänisjokis huvudavrinningsområde.   Den ligger omkring 46 kilometer öster om Joensuu och omkring 390 kilometer nordöst om Helsingfors. 
Ett viktigt tillflöde till Kivijärvi är Vekarusjoki söderifrån.